# Lisa Burgmeier
Lisa Burgmeier (Aarau, cantó d'Argòvia (Suïssa), 12 de maig, 1874 - Zuric, 13 d'agost, 1951), va ser una cantant de concert suïssa.
Lisa Burgmeier era la filla gran de Josef Burgmeier i la germana del pintor Max Burgmeier. De 1892 a 1894 va assistir a l'escola de música de Zuric i va ser ensenyada per Gottfried Angerer (1851–1909). A la tardor de 1894 va viatjar a Frankfurt del Main, on va ser estudiant de Julius Stockhausen fins al 1896. En el seu darrer any d'estudis va rebre el premi del Conservatori Hoch de Frankfurt impartit per Marie Schröder-Hanfstängl. El 4 de novembre de 1897, Lisa Burgmeier va cantar a la cort romana en una nit de cançons que la direcció de concerts de Julius Sachs havia organitzat per a ella. Estava casada amb el professor de sociologia Emil Haemig (1878–1939).
Un enregistrament sonor d'ella es conserva al registre de gramòfon 43 278 - Ocultació d'Hugo Wolf (1888) després d'Eduard Mörike.